# 史弼 (萬曆進士)
史弼（？—？），號企愚，直隸鎮江府金壇縣人，明朝政治人物。

## 生平
萬曆十三年（1585年）乙酉科應天鄉試舉人。萬曆二十年（1592年），登壬辰科第三甲第二百二十五名進士。刑部觀政，二十一年授福建崇安縣知縣，二十六年行取考選，擢授南京陕西道御史，三十年丁憂，三十三年十二月准起复候补御史，授廣西道御史，巡視蘆溝橋，三十四年二月巡按江西，三十五年十月改巡按湖廣，三十八年回京，復除山東道御史，四十年十一月巡視京營，四十一年丁憂。泰昌元年（1620年）起升太僕寺少卿，天啓二年（1622年）仕至南京光祿寺卿，六年革职为民，崇祯初起光禄寺卿。

## 家族
曾祖史夢錫；祖父史鍾華；父史洪達。